# Карпов, Владимир Ананьевич
Владимир Ананьевич Карпов (1873—1942) — русский военный деятель, генерал-майор Белой армии (1919), участник Гражданской войны в России.

## Биография
Родился 14 июля (27 июля по новому стилю) 1873 года, казак станицы Старочеркасской, сын генерала Анания Петровича Карпова (1839—1898).
Учился в Донском кадетском корпусе, по окончании которого вступил в службу в сентябре 1890 года. Затем окончил Николаевское кавалерийское училище и был выпущен лейб-гвардии Атаманский полк. Присваивалось звание: хорунжий гвардии (08.1892), сотник гвардии (08.1896), подъесаул (03.1898). С ноября 1898 года Влдимир Карпов — взводный офицер Новочеркасского казачьего юнкерского училища, с февраля 1899 года — воспитатель Донского кадетского корпуса. Был повышен в звании до есаула (04.1901) и войскового старшины (03.1904). В мае 1909 года за отличную службу стал полковником.
С декабря 1910 года В. А. Карпов — адъютант войскового наказного атамана Войска Донского; адъютант при походном атамане при Верховном Главнокомандующем с марта 1914 года; войсковой есаул Войска Донского с ноября 1915 года. После Октябрьской революции стал участником Белого движения на юге России, служил в Донской армии, генерал-майор (с мая 1918 года) для поручений при штабе Донской армии.
После разгрома Белой армии из Крыма эвакуировался в Константинополь, затем переехал в Королевство СХС. Позже перебрался во Францию, где находился до конца жизни. Участвовал в работе Общества ревнителей лейб-гвардии Атаманского полка, находился в переписке с атаманом Богаевским и генералом Красновым.
Умер 17 апреля 1942 в Париже и похоронен на кладбище Сент-Женевьев-де-Буа. Был женат на дочери действительного статского советника — Яновой Марии Степановне (14.11.1873 — 12.12.1950); их дети: Ольга (23.02.1898 — 20.05.1965) и Пётр (род. 11.06.1900, погиб в Крыму в Гражданскую войну).

## Награды
В числе наград В. А. Карпова:
- орден Святой Анны 3-й степени (1908);
- орден Святого Станислава 2-й степени (1912);
- орден Святой Анны 2-й степени (1914);
- орден Святого Владимира 4-й степени (1915);
- орден Святого Владимира 3-й степени (1916).